# Helmut Peschina
Helmut Peschina (* 7. Jänner 1943 in Klosterneuburg) ist ein österreichischer Schriftsteller.

## Leben und Wirken
Helmut Peschina wuchs in Klosterneuburg  auf, wo er das Realgymnasium besuchte und 1961 die Matura ablegte. In Wien studierte er Latein, Germanistik und Theaterwissenschaft und war außerdem Hörer an der Filmakademie Wien. Heute lebt er in Wien und Pulkau.
Seine Theaterstücke wurden bisher ins Amerikanische, Bulgarische, Flämische, Italienische, Polnische, Rumänische, Schwedische, Slowenische und Ungarische übersetzt.
Der Vorlass bis 2000 von Helmut Peschina wurde von der Wienbibliothek im Rathaus erworben.
Peschina ist Mitglied der IG-Autoren, der Grazer Autorenversammlung und des Literaturkreises Podium. Von 1981 bis 1991 war er auch Co-Redakteur der Literaturzeitschrift Podium. Helmut Peschina ist der Nachlassverwalter des Schriftstellers Alois Vogel († 2005).

## Preise und Anerkennungen
- 2. Preis beim Dramenwettbewerb der Literaturzeitschrift das pult 1972
- Hörspielpreis des ORF-Landesstudios Niederösterreich und der Literaturzeitschrift das pult 1974
- Förderungspreis des Landes Niederösterreich 1978
- Förderungspreis des Bundesministeriums für Unterricht und Kunst 1979
- Förderungspreis der Stadt Wien 1982
- Kogge-Förderpreis der Stadt Minden 1991
- Kulturpreis der Stadt Klosterneuburg 2001
- Würdigungspreis des Landes Niederösterreich für Literatur 2008
- Hörspielpreis des ORF für die Hörspielfassung von Elias Canettis Roman „Die Blendung“, 2002
- Hörspielpreis des ORF für die Hörspielfassung von Hans Leberts Roman „Die Wolfshaut“, 2005
- Hörspielpreis des ORF für die Hörspielfassung von Heimito von Doderers Roman „Die Strudlhofstiege“, 2007
- Hörspielpreis des ORF für die Hörspielfassung von Joseph Roths Erzählung „Die Geschichte von der 1002. Nacht“, 2008
- Hörspielpreis des ORF für die Hörspielfassung von Euripides’ „Medea“, 2016[3]

## Werke (Auswahl)

### Theaterstücke
- Arbeitsverhältnis, Tribüne, Wien 1973
- Blätter, Stadttheater St.Pölten 1975
- Ich doch nicht, Landestheater Tübingen 1982
- Palmehaus, Volkstheater-Studio Wien 1984
- Du wirst schon sehen, Volkstheater-Studio, Wien 1984
- Stehbeisl, Studiobühne, Villach 1985
- Don & Jacques, Schlossspiele, Kobersdorf 1987
- Verschütt, Kellertheater, Linz 1988
- Münchhausen, Theater der Jugend, Wien 1989
- Bos zu Videla (Du wirst schon sehen), Teatro stabile sloveno, Trieste 1993
- Wir sitzen alle im gleichen Zug,  Erich-Kästner-Collage, VT-Außenbezirke, Wien 1993
- Joseph-Roth-Abend, Th.m.b.H., Wien 1994
- Straigt as a Corkscrew (Ich doch nicht), Bing Theatre, Los Angeles 1995
- Das Nasenhaar, Literaturhaus, Frankfurt / Main 1995
- Der Graf von Monte Cristo; Tourneetheater Medicus, Diepholz 2000
- Kein Land des Lächelns, Musikalische Revue über Fritz Löhner-Beda, Zürich 2002
- Schachnovelle, nach Stefan Zweig, Reichenau 2004
- Radetzkymarsch, nach Joseph Roth, Reichenau 2005
- Die Stadt ohne Juden, nach Hugo Bettauer, Volkstheater Wien im BellariaKino, Wien 2006
- Die Ortliebschen Frauen, nach Franz Nabl, Landestheater Niederösterreich 2009
- Der Spieler, nach F. M. Dostojewskij, Landestheater NÖ 2011[4]
- Die gelbe Straße, nach Veza Canetti für das kabinetttheater, Wien 2014[5]
- Bouvard und Pecuchet, nach Gustave Flaubert für das SOGAR-Theater, Zürich 2014
- Das Phantom des Alexander Wolf, nach dem Roman von Gaito Gasdanow, SOGAR-Theater, Zürich 2015[6]

### Hörspiele
- Arbeitsverhältnis, 1973 ORF
- Fasselrutschen, 1974 ORF
- Weil sie einmal schreiben, dass sie kommen... , 1975 ORF
- Palmenhaus, 1975 ORF / 1978 HR
- Achter mit Steuermann, 1976 ORF
- Sonderangebote, 1978 HR / 1978 Studio Bern
- Du wirst schon sehen, 1979 ORF
- Die Enttäuschung, 1982 HR
- Ich doch nicht, 1982 SR / 1983 Studio Basel
- Verschütt, 1987 ORF
- Don & Jaques, 1987 ORF
- Glückel von Hameln, 1989 WDR
- Guten Tag und Hallo, 1991 ORF / RIAS Berlin
- Fasching und Vogelsang, 1993 DS-Kultur / ORF
- Gemeinsames Etwas, DRS / 1997 ORF
- Der letzte Stadtschreiber (gemeinsam mit Edwin Ortmann) 2000 Deutschlandradio / NDR
- Der Wassermann, nach dem Hörspielfragment von Marlen Haushofer, 2000 ORF / NDR[7]
- Treibholz, 2016 Wurfsendung Dtdl.Radio
- Drinnen, bei mir, bin ich sehr traurig, Joseph Roth, 2019 ORF[8]

### Hörspiel-Bearbeitungen (Auswahl)
- Gockel, Hinkel, Gackeleia , nach Clemens Brentano, 1989 ORF
- Schule der Diktatoren, nach Erich Kästner, 1994 ORF / RIAS Berlin
- Hotel Savoy, nach Joseph Roth, 1994 ORF / Deutschlandradio
- Die Hochzeit der Hüte, nach Friederike Mayröcker, 1995 BR
- Der Graf von Monte Cristo, nach Alexandre Dumas, BR / MDR / ORF 1996
- Der Fall Deruga, nach Ricarda Huch, 1998 Deutschlandradio / ORF
- Zorro, nach Johnston McCulley, 1999 BR
- Hiob, nach Joseph Roth, 1999 MDR
- Bel Ami, nach Guy de Maupassant, 2000 WDR / BR
- Die Blendung, nach Elias Canetti, 2002 Deutschlandradio / BR / ORF
- Fast ein bisschen Frühling, nach Alex Capus, 2003 WDR / ORF
- Oblomow, nach Iwan Gontscharow, 2003 WDR
- 20.000 Meilen unter dem Meer, nach Jules Verne, 2003 MDR / RB
- Die Reise um die Erde in achtzig Tagen, nach Jules Verne, 2005 MDR
- Rot und Schwarz, nach Henri Beyle-Stendhal, 2005 Deutschlandradio / ORF
- Die Wolfshaut, nach Hans Lebert, 2005 NDR / Deutschlandradio / ORF
- Hunkeler macht Sachen, nach Hans Jörg Schneider, 2005 Radio Schweiz
- Die Legende vom heiligen Trinker, nach Joseph Roth, 2007 Deutschlandradio / France
- Die Stadt der Sehenden, nach Jose Saramago, 2007 SR
- Die Strudlhofstiege, nach Heimito von Doderer, 2007 NDR / ORF
- Die sieben Irren, nach Roberto Arlt, 2008 NDR
- Die Geschichte von der 1002. Nacht, nach Joseph Roth, 2009 ORF
- Leben und Schicksal, nach Wassili Grossman, 2009 NDR
- Die Flucht ohne Ende, nach Joseph Roth, 2010 MDR
- Boxen, nach „Jahr des Erwachens“ von Charles Juliet, 2011 Deutschlandradio
- Die Kapuzinergruft, nach Joseph Roth, 2012 ORF / NDR
- Söhne und Liebhaber, nach D. H. Lawrence, 2012 HR
- Als Mariner im Krieg, nach Joachim Ringelnatz, 2014 NDR
- Später Ruhm, nach Arthur Schnitzler, 2015 ORF / NDR[9]
- Eine Wiener Romanze, nach David Vogel, 2015 ORF[10]
- Aus meinem Leben, nach Franz Michael Felder, 2015 ORF
- Medea, nach Euripides, 2016 ORF[11]
- Eugénie Grandet, nach Honoré de Balzac, 2015 Deutschlandradio
- Vater Goriot, nach Honoré de Balzac, 2018 Deutschlandradio

„Antigone“, nach Sophokles, 2020 ORF

### Publikationen (Tonträger)
- Hotel Savoy, Hörverlag, München 1997
- Der Graf von Monte Cristo, Hörverlag, München 1997
- Hiob, Hörverlag, München 1999
- Die Schule der Diktatoren, Deutsche Grammophon, Hamburg 1999
- Zorro, Hörverlag, München 2000
- Bel Ami, Hörverlag, München 2001
- Die Blendung, Hörverlag, München 2003
- Zwanzigtausend Meilen unter den Meeren, Hörverlag, München 2003
- Oblomow, Audio Verlag, Berlin 2003
- Rot und Schwarz, Hörverlag, München 2005
- Der Fall Deruga, Deutschlandradio Kultur, Berlin 2005
- Reise um die Erde in achtzig Tagen, Hörverlag, München 2005
- Hunkeler macht Sachen, Christoph Merian Verlag, Basel 2006
- Die Strudlhofstiege, Hörverlag, München 2008
- Leben und Schicksal, Hörverlag München 2009
- Fast ein bisschen Frühling, Hörverlag, München 2011
- Söhne und Liebhaber, Hörverlag, München 2013
- Die Kapuzinergruft, speaklow, Berlin 2013
- Später Ruhm, speaklow, Berlin 2017[12]
- Honoré de Balzac. Die große Hörspieledition, Hörverlag München 2019

### Publikationen (Buch)
- Palmenhaus, 4 Hörspiele, edition roetzer, Eisenstadt 1981
- Du wirst schon sehen, Hörspieledition, Verlag Grasl, Baden 1982
- Hanna, reihe souffleurkasten, Wien 1984
- Rosa & Resi, 5 Stücke, Literaturedition Niederösterreich, St.Pölten 1997
- Zeilenbrüche, Verlag Deuticke, Wien 2000
- Kein Land des Lächelns, über Fritz Löhner-Beda, gemeinsam mit Barbara Denscher, Salzburg 2002[13]
- Schlagschatten, Drehbuch nach dem Roman von Alois Vogel, gemeinsam mit Alois Vogel, Dunedin, New Zealand 2007

### Herausgeberschaften
- Alois Vogel: Zeitmäander – Ausgewählte Gedichte 1964 – 1997, Deuticke, Wien 1998
- Kaffehausfrühling – Joseph-Roth-Lesebuch, KiWi, Köln 2001, (Übersetzung: Il Caffè dell'Undicesima Musa, Biblioteca Adelphi 473, Milano 2005)
- Die Filiale der Hölle auf Erden, Joseph Roth – Schriften aus der Emigration, KiWi 2003 (Übersetzung: La filial del infierno en la Tierra, El Acantilado 98, Barcelona 2004)
- Joseph Roth: Sehnsucht nach Paris, Heimweh nach Prag. Ein Leben in Selbstzeugnissen, Köln 2006
- Verlust und Erinnerung, eine Anthologie, gemeinsam mit Christoph Lingg, Wien 2009
- Hör! Spiel, Stimmen aus dem Studio, in „Maske und Kothurn“, 58. Jahrgang 2012, Heft 3, Internationale Beiträge zur Theater- und Medienwissenschaft, Böhlau Wien, 2013[14]
- Joseph Roth: Drei Sensationen und zwei Katastrophen. Feuilletons zur Welt des Kinos, gemeinsam mit Rainer-Joachim Siegel, Wallstein 2014[15]